# Nakago

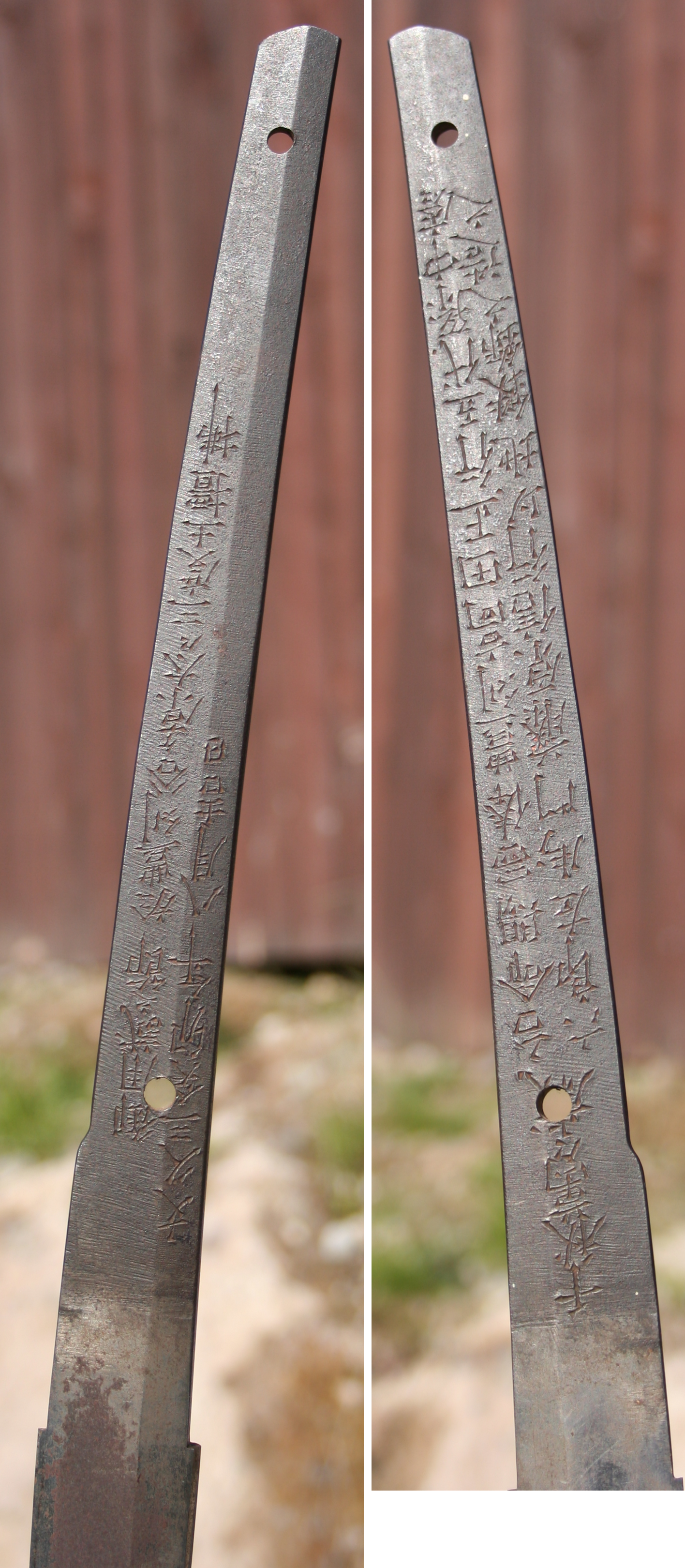
Beide Seiten eines Nakago

Als Nakago (jap. 茎, auch 中心 oder 中子) wird der Erl bei japanischen Klingenwaffen (wie Katana, Tachi, Tantō, Tsurugi, Nagamaki und Naginata) bezeichnet.

## Beschreibung und Verwendung
Das Nakago dient in erster Linie zur Befestigung des Schwertgriffs (Tsuka) an der Klinge. Es ist bei traditionellen Modellen meist mit einem, bei neuen Anfertigungen gelegentlich mit zwei Löchern versehen. Ältere Klingen können durch Veränderungen der Montierung durchaus mehrere MEKUGI-ANA haben. Durch die Löcher wird ein Stift aus Holz oder Bambus (目釘, Mekugi) – selten aus Metall – getrieben, um den Griff sicher an der Angel zu befestigen.
Auf dem Nakago befindet sich üblicherweise die eingemeißelte Signatur des Schmieds (銘, mei, dt. „Signatur“) sowie gegebenenfalls weitere Angaben wie Datum, Anlass und Auftraggeber. Fehlt eine Signatur, wird dies als mumei (無銘, dt. „ohne Signatur“) bezeichnet. Eine gefälschte oder nachträglich von jemand anderem angebrachte Signatur heißt dagegen gimei (偽銘, dt. „gefälschte Signatur“). Es gibt verschiedene Formen der Angel und der Angelspitze (Nakago-Jiri), die nachstehend benannt und unten abgebildet sind.

## Angelformen

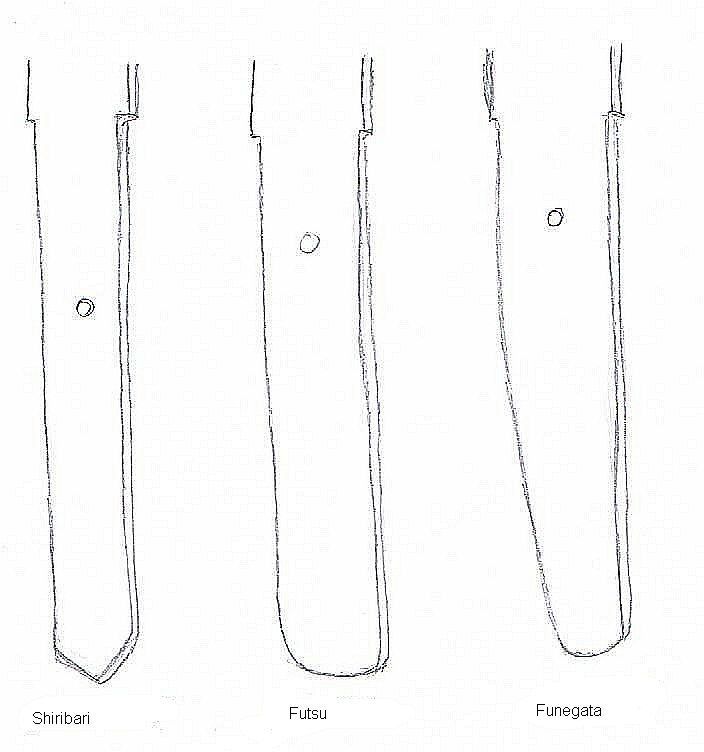
Formen des Nakago

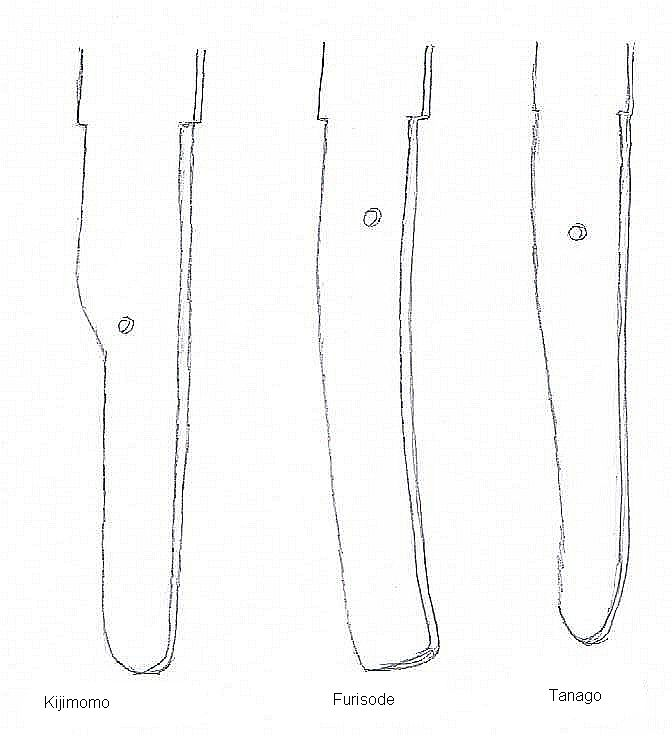
Formen des Nakago

Es werden folgende Angelformen unterschieden:
- Kijimomo-Gata (雉子股形, „Fasanenfüße“): Oft bei den Tachi-Schwertern verwendet.
- Furisode-Gata: (振袖形): Benannt nach den langen Ärmeln an den Kimono japanischer Frauen, findet sich diese Form nur an Tantō der Kamakura-Zeit.
- Tanagobara-Gata (鱮腹形, für „Tanago-Bauch“): Diese Angelform findet man auf den Schwertern der Muramasa-Schule, der Heianjo Nagayoshi-Schule und der Shitahara-Schule in der Muromachi-Zeit
- Shiribari-Gata oder Sotoba-Gata (卒塔婆形): Ein anderes Wort für Stupa, die man auf den Grabstätten buddhistischer Gläubiger findet. Wird der Kongōbei-Schule in der Muromachi-Zeit zugeschrieben.
- Futsu
- Fune-Gata oder Funa-Gata (船形, „Bootform“): Diese Angelform wird mit dem Schwertschmied Masamune aus Sōshū und seiner Schule verbunden.
- Gohei-Gata (御幣形): In der Form den geschnittenen Papierblättern (Gohei) in den japanischen Tempeln nachempfunden. Jede Seite der Angel hat eine gleiche Anzahl dieser treppenförmigen Einbuchtungen auf der schmalen Seite der Angel. Diese Form wird Iso Kami Kunitero in der Edo-Zeit zugeschrieben.[2]

## Formen der Angelspitzen

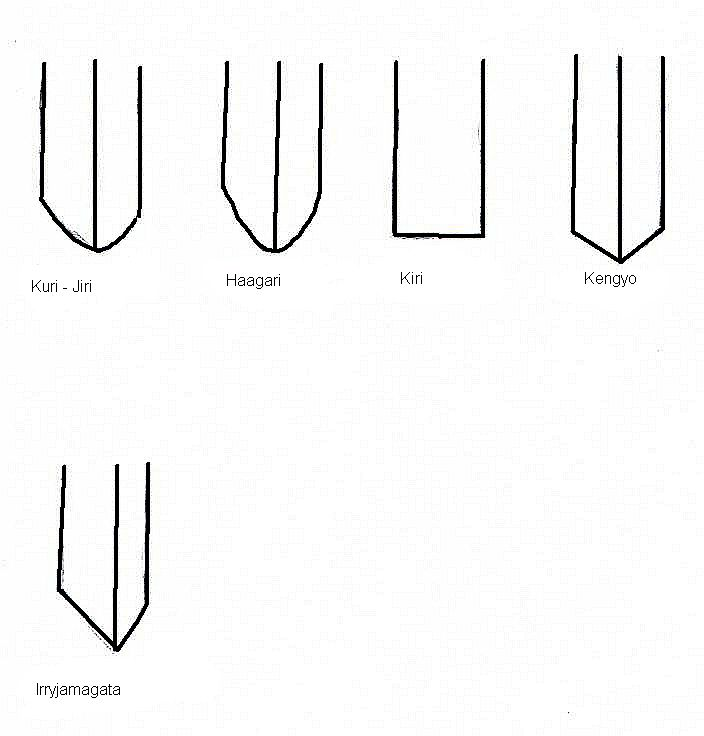
Formen der Angelspitzen

Die Formen der Angelspitzen (茎尻, Nakago-Jiri) sind folgendermaßen benannt:
- Kuri-Jiri (栗尻, „Kastanienende“): abgerundete Spitze
- Haagari (刃上((が)り), „erhöhte Klinge“) auch Haagari-kurijiri (刃上((が)り)栗尻, „Kastanienende mit erhöhter Klinge“): asymmetrisch abgerundete Spitze
- Kiri (切り, „abgeschnitten“) oder Ichimonji (一文字): quadratisch abgeschnittene Spitze
- Kengyō (剣形, „Schwertform“): symmetrische Spitze
- Iriyama-gata (入山形) oder Katayama-gata (片山形): asymmetrische Spitze

Eine weitere Form nennt man Kiri Nakago-Jiri. Diese Form kommt meist bei abgeschnittenen, also gekürzten (Suriage) Klingen vor. Dieses Kürzen geschah vor allem, wenn man eine ältere, zu lange Klinge an neue Fechttechniken oder andere Körpermaße anpassen musste. Abgebrochene oder fehlerhafte Klingen konnte noch zu einem Messer (Tantō) oder kurzen Schwert (Wakizashi) umgearbeitet werden. Um die Grifflänge dem benötigten kürzeren Maß anzupassen, wurde die Schwertangel einfach auf die benötigte Länge gekürzt.

## Feilmarken

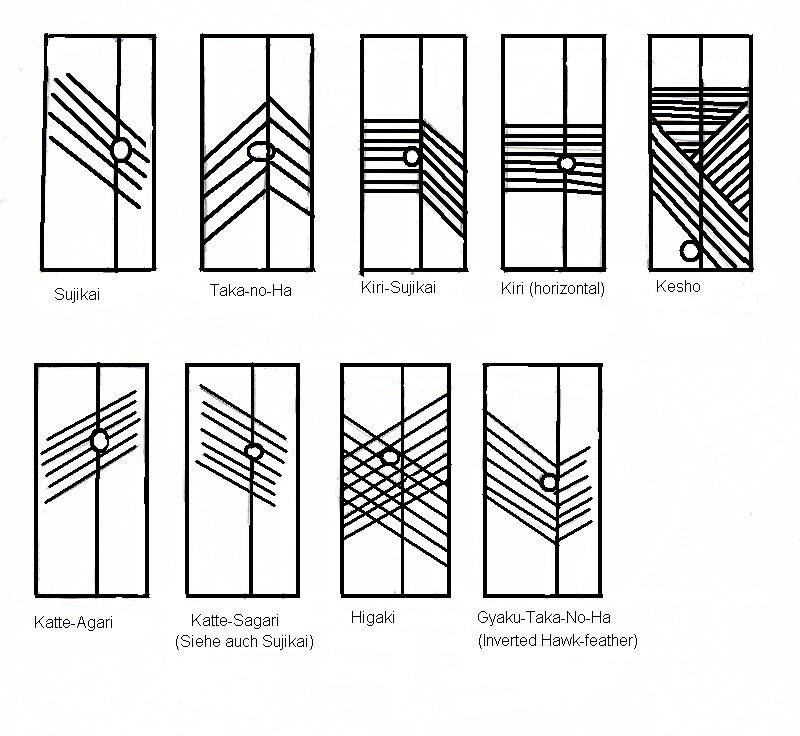
Formen der Feil-Marken

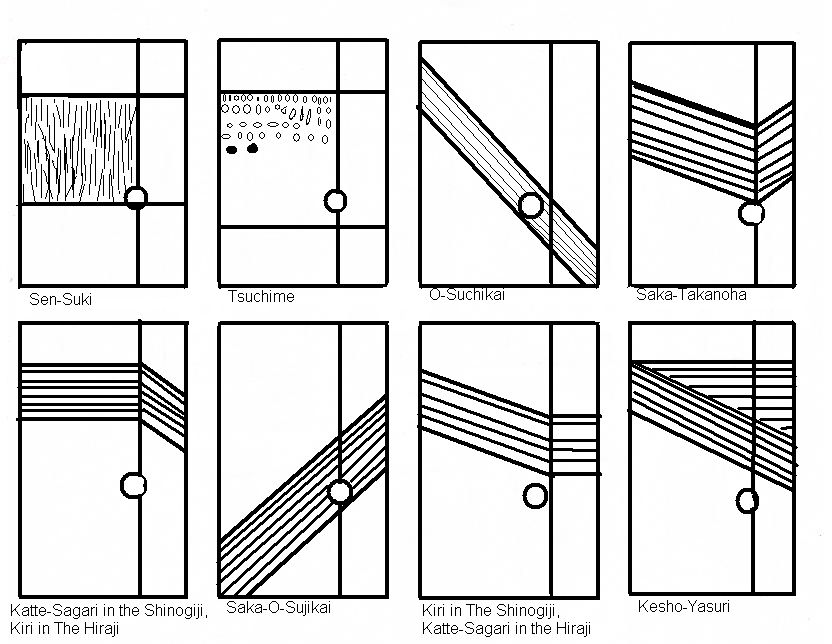
Formen der Feil-Marken

Auf der Angel sind typische "Marken" zu sehen, die vom Bearbeiten der Angel mit der Feile stammen. Diese Bearbeitungsspuren nennt man Yasurime (鑢目). Bearbeitungsspuren mit dem Hammer werden hingegen als Tsuchime (槌目) bezeichnet. Sie werden als eine Art zweite Signatur des Schmieds benutzt, der das Schwert herstellte. Auch diese sind benannt:
- Sujikai (筋違)
- Takanoha (鷹(の)羽)
- Kata-Sujikai (片筋違)[5] oder Kiri-Sujikai (切筋違)
- Kiri (切(り); horizontal)
- Keshō (化粧)
- Katte-Agari (勝手上((が)り))
- Katte-Sagari (勝手下((が)り); siehe auch Sujikai)
- Higaki (檜垣)
- Gyaku-Takanoha (逆鷹(の)羽)
- Sensuki (鏟鋤)
- Ō-Sujikai (大筋違)
- Saka-Takanoha (逆鷹(の)羽)
- Katte-Sagari im Shinogiji, Kiri im Hiraji
- Kiri im Shinogiji, Katte-Sagari im Hiraji
- Keshō-Yasuri (化粧鑢)

## Typen des Nakago nach der Kürzung

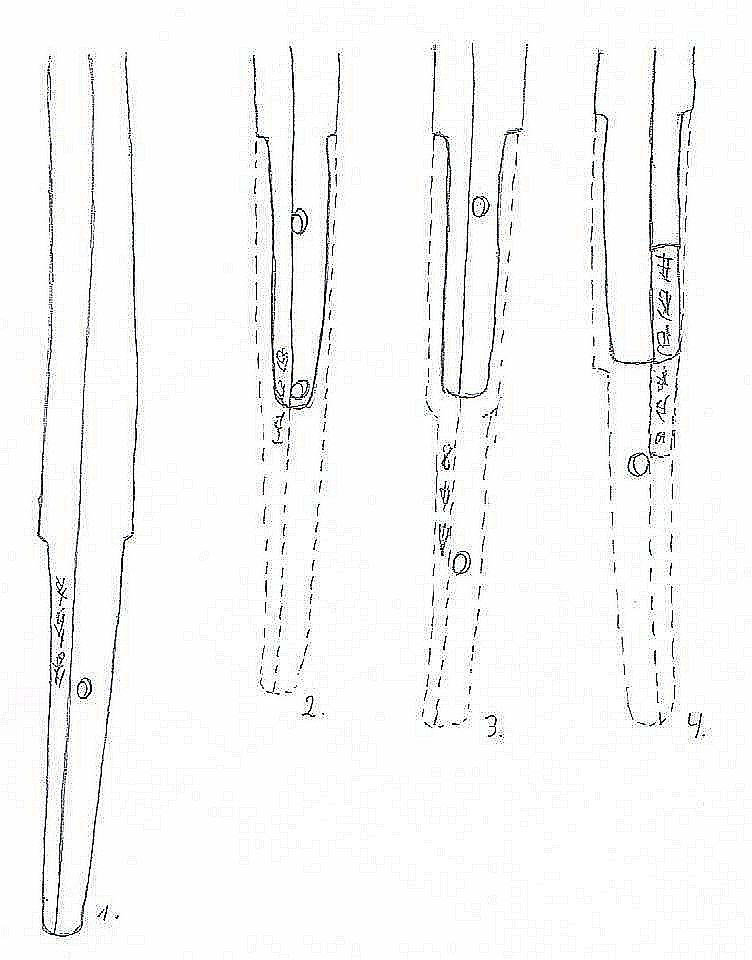
Typen des Nakago nach der Klingenkürzung

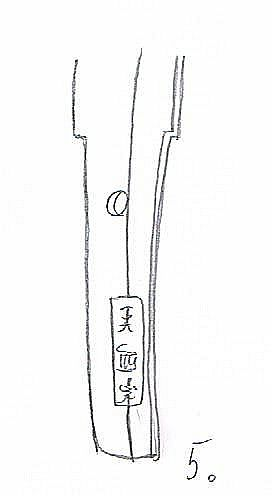
Typen des Nakago nach der Klingenkürzung

Die Einteilung in Typen des Nakago nach der Kürzung benutzt man ausschließlich für gekürzte japanische Klingen. Der Zustand des Nakago wird beschrieben, da japanische Klingen manchmal gekürzt wurden, um sie als Tantō oder Wakizashi zu verwenden. Die Kürzung wird meist benutzt, um alte Klingen weiter zu verwenden. Die Klingen werden niemals an der Spitze (Kissaki) gekürzt, es sei denn, das Kissaki wäre beschädigt oder gebrochen. Zur Unterscheidung benutzt man folgende Einteilungen:
Ubu nakagoBezeichnet ein Nakago, das neu und völlig unverändert seit der Herstellung ist. In manchen Fällen ist die Biegung des Nakago verändert oder es sind zusätzliche Befestigungslöcher für Mekugi (Haltestifte) gebohrt worden. Solange die Klinge oder die Biegung des Nakago nur ganz leicht verändert wurden, gilt das Nakago immer noch als Ubu nakago.
Suriage nakagoBezeichnet ein leicht gekürztes Nakago. Ist das Angelende nicht verändert, aber das NAKAGO in Richtung der Klingenspitze verlängert, spricht man von MACHI-OKURI. Hierbei laufen das Ha-Machi (die Seite des Nakago, das auf der Schneidenseite liegt) und das Mune-Machi (die Seite des Nakago, das auf der Klingenrückenseite liegt) weiter zum Ort (Boshi) hin. Das Nakago wird als Suriage nakago bezeichnet, wenn das Mei (Klingensignatur) noch vollständig erhalten ist.
O-suriage nakagoEin stark gekürztes Nakago. Im Gegensatz zum Suriage nakago, bei der das Nakago lediglich umgeformt wurde, ist das O-suriage nakago aus einem Teil der eigentlichen Klinge geformt. Das Mei (Signatur) ist im Ganzen verloren, kann jedoch als ein Orikaeshi-Mei oder als ein Gaku-mei erhalten werden.
Orikaeshi-meiDas Metallstück, auf dem das Mei eingraviert ist, wird auf dem Nakago angebracht und zur gegenüberliegenden Seite umgebogen. Dadurch erscheint das Mei auf dem Kopf stehend.
Gaku-meiDas Metallstück, auf dem das Mei eingraviert ist, wird rechteckig ausgeschnitten und dann auf dem veränderten Nakago angebracht.
Machi-okuriDie Ha-Watari (Übergangspunkt von der Schneide zum Nakago) wird zum Ort hin gekürzt, indem das Munemachi und das Hamachi zur Klingenspitze hin durch Umschleifen verschoben werden, ohne dass das Nakago tatsächlich gekürzt wird. Dadurch wird die Klinge im Ganzen nicht kürzer. In manchen Fällen wird das Nakago jedoch gekürzt, ohne aber das Munemachi und das Hamachi zu verschieben.